# Union internationale contre le cancer
 (octobre 2024).
La mise en forme du texte ne suit pas les recommandations de Wikipédia : il faut le « wikifier ».
Les points d'amélioration suivants sont les cas les plus fréquents. Le détail des points à revoir est peut-être précisé sur la page de discussion.
- Les titres sont pré-formatés par le logiciel. Ils ne sont ni en capitales, ni en gras.
- Le texte ne doit pas être écrit en capitales (les noms de famille non plus), ni en gras, ni en italique, ni en « petit »…
- Le gras n'est utilisé que pour surligner le titre de l'article dans l'introduction, une seule fois.
- L'italique est rarement utilisé : mots en langue étrangère, titres d'œuvres, noms de bateaux, etc.
- Les citations ne sont pas en italique mais en corps de texte normal. Elles sont entourées par des guillemets français : « et ».
- Les listes à puces sont à éviter, des paragraphes rédigés étant largement préférés. Les tableaux sont à réserver à la présentation de données structurées (résultats, etc.).
- Les appels de note de bas de page (petits chiffres en exposant, introduits par l'outil «  Source ») sont à placer entre la fin de phrase et le point final[comme ça].
- Les liens internes (vers d'autres articles de Wikipédia) sont à choisir avec parcimonie. Créez des liens vers des articles approfondissant le sujet. Les termes génériques sans rapport avec le sujet sont à éviter, ainsi que les répétitions de liens vers un même terme.
- Les liens externes sont à placer uniquement dans une section « Liens externes », à la fin de l'article. Ces liens sont à choisir avec parcimonie suivant les règles définies. Si un lien sert de source à l'article, son insertion dans le texte est à faire par les notes de bas de page.
- La présentation des références doit suivre les conventions bibliographiques. Il est recommandé d'utiliser les modèles {{Ouvrage}}, {{Chapitre}}, {{Article}}, {{Lien web}} et/ou {{Bibliographie}}. Le mode d'édition visuel peut mettre en forme automatiquement les références.
- Insérer une infobox (cadre d'informations à droite) n'est pas obligatoire pour parachever la mise en page.

Pour une aide détaillée, merci de consulter Aide:Wikification.
Si vous pensez que ces points ont été résolus, vous pouvez retirer ce bandeau et améliorer la mise en forme d'un autre article.
 (octobre 2024).
Il peut être nécessaire de l'améliorer pour respecter le principe de neutralité de point de vue. Veuillez consulter la page de discussion pour plus de détails.

Pour les articles homonymes, voir UICC.
L' Union internationale contre le cancer (UICC) est une organisation non gouvernementale comptant plus de 1 150 membres répartis dans plus de 170 pays et territoires.
L'UICC a été fondée en 1933 et est basée à Genève, en Suisse. Elle compte parmi ses membres les principales ligues et sociétés liées au cancer, des instituts de recherche, des centres de traitement, des hôpitaux, des ministères de la santé, des organismes de santé publique et des groupes de soutien aux patients. L'UICC compte également plus de 60 partenaires stratégiques.
L'UICC a été créée à Paris en 1933 à la suite d'une proposition lors d'un congrès sur le cancer à Madrid visant à créer une organisation internationale qui « favoriserait la lutte contre le cancer par la recherche, la thérapie et le développement d'activités sociales ».
L'organisation a reçu le nom latin Unio Internationalis Contra Cancrum</link>, d'où l'acronyme UICC, et la première Assemblée générale se tient à Paris le 4 mai 1935, avec des représentants de 67 organisations nationales de lutte contre le cancer et de 43 pays. Le nom anglais a été changé en 2010 en son nom actuel, Union internationale contre le cancer, afin que l'acronyme « UICC » soit cohérent avec celui des textes français, espagnol et latin.

## Histoire
Le congrès sur le cancer de 1933 à Madrid a été considéré comme le premier « Congrès international sur le cancer » et le deuxième s'est tenu à Bruxelles en 1936 sous les auspices de l'UICC. La troisième a eu lieu à Atlantic City, aux États-Unis, en 1939, avant que les activités de l'UICC ne soient suspendues en raison de la Seconde Guerre mondiale. Les quatrième et cinquième congrès ont eu lieu respectivement en 1947 et 1950. Par la suite et jusqu'en 2006, le congrès international sur le cancer – plus tard appelé Congrès mondial sur le cancer – et l'Assemblée générale de l'UICC se sont tenus tous les quatre ans ; depuis 2006, ils ont lieu tous les deux ans. Le Congrès mondial contre le cancer 2020 qui devait se tenir à Oman a dû être annulé en raison de la pandémie de coronavirus.
L'organisation s'installe à Genève en 1948 pour se rapprocher des organisations mondiales de santé. Aujourd'hui, l'UICC entretient des relations officielles avec l'Organisation mondiale de la santé (OMS), dispose d'un statut consultatif auprès du Conseil économique et social des Nations Unies, siège au Conseil d'administration du Centre international de recherche sur le cancer, et travaille en étroite collaboration avec le Programme d'action pour la cancérothérapie (PACT)  initié par l'Agence internationale de l'énergie atomique.

## Présidence
- 2024-2026 Ulrika Årehed Kågström (Suède)
- 2022-2024 Prof. Jeff Dunn, AO (Australie)
- 2020-2022 Professeur Anil D'Cruz (Inde)
- 2018–2020 SAR la Princesse Dina Mired de Jordanie (Jordanie)
- 2016-2018 Prof. Sanchia Aranda (Australie)
- 2014–2016 Prof. Tezer Kutluk (Turquie)
- 2012–2014 Professeur Mary Gospodarowicz (Canada)
- 2010–2012 Dr Eduardo Cazap (Argentine)
- 2008–2010 Dr David Hill (Australie)
- 2006–2008 Dr Franco Cavalli (Suisse)
- 2002–2006 Dr John Seffrin (États-Unis)
- 1998–2002 Dr E. Robinson (Israël)
- 1994–1998 Dr NJ Gray (Australie)
- 1990–1994 Prof. S. Eckhardt (Hongrie)
- 1986–1990 Prof. CG Schmidt (Allemagne)
- 1982–1986 Professeur Antonio Junqueira (Brésil)
- 1978-1982 Professeur U. Veronesi (Italie)
- 1974–1978 Professeur P. Denoix (France)
- 1970–1974 Dr WU Gardner (États-Unis)
- 1966-1970 Dr NN Blokhin (URSS)
- 1962–1966 Prof. A. Haddow (Royaume-Uni)
- 1958-1962 Dr V. Khanolkar (Inde)
- 1953–1958 Prof. JH Maisin (Belgique)
- 1935-1953 MJ Godart (France)

## Mission et activités
La déclaration de mission officielle de l'UICC stipule : « L'UICC unit et soutient la communauté du cancer pour réduire le fardeau mondial du cancer, promouvoir une plus grande équité et  garantir s'assurer la lutte contre le cancer continue d'être une priorité à l'agenda mondial de la santé et du développement. » 
Son travail dans le domaine portent sur des domaines tels que l’élimination du cancer du col de l’utérus, le contrôle du tabac, le cancer du sein métastatique, la résistance antimicrobienne, le cancer et le vieillissement, l’accès aux médicaments essentiels, l’équité dans les soins de santé, la couverture sanitaire universelle, le cancer et la pollution, stratégies nationales contre le cancer, et la prévention du cancer.
L'UICC réunit la communauté du cancer lors d'événements (Congrès mondial contre le cancer, Sommet mondial des leaders contre le cancer), organise des webinaires thématiques, propose des formations, des bourses et des subventions et plaide pour politiques efficaces pour réduire le fardeau du cancer. L'UICC est également à l'origine de la Journée mondiale contre le cancer, une journée officielle de sensibilisation internationale qu'elle organise chaque année le 4 février.

### Publications scientifiques
L'UICC a publié la classification TNM des tumeurs malignes en 1953 sous le nom de « Technique uniforme pour une classification clinique par le système TNM », la première édition de livre de poche étant parue en 1968. La Classification a été régulièrement mise à jour et la 8e édition a été publiée chez John Wiley and Sons (Wiley) en 2017.
Le revue médicale évaluée par des pairs, l' International Journal of Cancer, est la revue officielle de l'UICC  depuis 1966 et couvre des sujets liés à la recherche expérimentale et clinique sur le cancer.
L'UICC publie avec Wiley le Manuel d'oncologie clinique  avec des informations sur la détection, le diagnostic et le traitement du cancer, la survie, les populations spéciales et les soins palliatifs.
La revue JCO Global Oncology, en accès libre et en ligne uniquement, est publiée en partenariat avec l'American Society of Clinical Oncology depuis 2015.

## Gouvernance[12]
L'UICC est une organisation non gouvernementale gouvernée par ses organisations membres, qui se réunissent en assemblée générale tenue tous les deux ans. Entre les assemblées générales, un Conseil d'Administration composé de 16 administrateurs, élus lors de l'assemblée générale, agit comme organe exécutif de l'UICC. À sa tête se trouve le/la présidente de l'UICC, un poste actuellement occupé par Ulrika Årehed Kågström, Directrice-générale de la société suédoise contre le cancer.
L'organisation est gérée par le PDG avec un personnel d'environ 40 employés, basé à Genève, en Suisse. Le PDG actuel est Cary Adams, qui occupe ce poste depuis 2009.

### Organisations membres et partenaires
Parmi les près de 1 150 membres de l'UICC figurent des sociétés de lutte contre le cancer, des agences gouvernementales, des centres de traitement et de recherche, des groupes de soutien aux patients et des associations professionnelles du monde entier.
L'UICC travaille également avec plus de 60 partenaires, dont d'autres organisations de santé, des fondations et des entreprises du secteur privé engagées dans la réduction de la charge mondiale du cancer.
En outre, l'UICC est membre fondateur de la NCD Alliance, du McCabe Centre for Law & Cancer, et de l'International Cancer Control Partnership  L'UICC a créé la City Cancer Challenge Foundation en janvier 2019  et la Coalition pour l'accès aux médicaments oncologiques (ATOM) en 2022.